# Převorství sionské
Převorství sionské (francouzsky Prieuré de Sion) je údajná tajná společnost zmiňovaná v mnoha konspiračních teoriích a dílech z oblasti fiktivní historie, většinou jako strážce duchovních tajemství. Ačkoliv bylo založeno v roce 1956, prezentovalo se jako jedna z nejvlivnějších tajných společností v historii západoevropských zemí, založená před tisícem let. Důkazy uváděné na podporu tvrzení týkajících se historické existence převorství byly však po vědeckém zkoumání shledány nevěrohodnými a nakonec se ukázalo, že se jedná o podvrhy vyrobené uchazečem o francouzský trůn Pierrem Plantardem a jeho společníky.
Mnoho příznivců konspiračních teorií přes všechny důkazy trvá na tom, že údajný původ i určení Převorství sionského se zakládají na pravdě.

## Historie
Sdružení s názvem Převorství sionské bylo založeno v roce 1956 ve francouzském městě Annemasse. Jeho registrace byla v souladu s francouzskými zákony provedena na podprefektuře (nižší správní úřad) v obci Saint-Julien-en-Genevois 7. května 1956 a oznámení vyšlo ve věstníku Journal Officiel de la République Française 20. července 1956. Zakladateli a signatáři byli Pierre Plantard (známý jako „Chyren“), André Bonhomme (známý jako „Stanis Bellas“), Jean Delaval a Armand Defago.
Přídomek „sionské“ byl vybrán podle místního návrší, které se nachází jižně od Annemasse a je známé jako Mont Sion (stejně jako hora nedaleko Jeruzaléma). Podtitul názvu Převorství je „Chevalerie d'Institutions et Règles Catholiques d'Union Independante et Traditionaliste“, z čehož je možné složit akronym „CIRCUIT“ (okruh). V překladu „Rytířstvo katolického zákona a zřízení a nezávislé tradicionalistické unie“. Účelem sdružení je podle jeho stanov uložených v St. Julien „Études et entraide des membres“, tzn. „vzdělávání a vzájemná podpora členů“. I když jako oficiální vedoucí představitel (prezident) byl uveden André Bonhomme, ve skutečnosti byl klíčovým představitelem Plantard, zapsaný jako nejvyšší tajemník, který byl pravděpodobně také původcem myšlenky.
Úředně uložené stanovy Převorství sionského předpokládají vytvoření řeholního řádu, ale jeho aktivity se těmto záměrům v ničem nepodobaly. Např. článek VII říká, že od členů se očekává „konat dobré skutky, pomáhat katolické církvi, učit pravdu, bránit slabé a utlačované“. Ke konci roku 1956 se sdružení opravdu pokusilo navázat spolupráci s místní katolickou církví účastí na provozu školního autobusu, který zabezpečovalo společně s kostelem sv. Josefa v Annemasse.
První číslo časopisu Převorství sionského s názvem Circuit je datováno 27. května 1956 (celkově vyšlo 12 čísel). V jeho názvu bylo „Bulletin d'Information et Défense des Droits et de la Liberté des Foyers HLM“, volně přeloženo „Zpravodaj a obránce práv a svobody domácností s regulovaným nájemným“ a vzhledem k politické nestabilitě čtvrté francouzské republiky (1944–1958), byl místními úřady přijímán s určitým podezřením. Některé články skutečně vyjadřovaly názory týkající se místní politiky, jiné napadaly a kritizovaly stavební společnosti podílející se na modernizaci Annemasse a okolí a této modernizaci se snažily odporovat. Kancelář Převorství sionského i jeho časopisu byla v Plantardově obecním bytě. Podle všeho mělo sdružení jen několik členů, což by potvrzovala i skutečnost, že články obsažené v jejich časopise „Circuit“ jsou psány několika málo různými lidmi.
Oficiálně zaregistrované sdružení bylo rozpuštěno někdy v říjnu 1956, ale i potom, v letech 1962–1993, ho Plantard z různých důvodů a v nepravidelných intervalech obnovoval, i když to bylo jen na papíře. Úředně je Převorství sionské považováno za „spící“, protože od roku 1956 nevykazuje žádnou aktivitu. Podle francouzského práva nemají úkony provedené jménem Převorství po roce 1956 právní závaznost a nikdo kromě původních signatářů nemá právo použít jeho jméno pro oficiální účely. André Bonhomme ve sdružení od roku 1956 už nehrál žádnou roli. Oficiálně odstoupil v roce 1973, když se dozvěděl, že Plantard vystupuje jménem sdružení, takže od té doby zřejmě neexistoval nikdo, kdo by měl oprávnění za sdružení jednat.

### Mystifikace
Plantard původně doufal, že Převorství sionské by se mohlo stát vlivnou skrytě politickou zvláštní zednářskou lóží (podobně jako Propaganda Due), která by se snažila o znovunastolení rytířství a monarchie a která by také mohla pomoci uplatnit jeho vlastní nárok, jakožto legitimního uchazeče o francouzský trůn.
Mezi roky 1961 a 1984 Plantard vytvářel fiktivní starodávnou historii Převorství a prohlašoval, že se jedná o odnož řeholního řádu, který měl podle papežské buly z 12. století opatství na hoře Sión. Toto Opatství sionské (Abbey de Notre Dame de Mont Sion) bylo založeno v Jeruzalémském království během první křížové výpravy a později v roce 1617 sloučeno s řádem jezuitů. Právě záměna opatství a převorství je častou chybou, Plantard si to zjevně uvědomoval a využil toho.

### Podvržené dokumenty
Aby dodali důvěryhodnosti smyšlenému původu a historii, potřebovali Plantard a jeho přítel Philipp de Cherisey vytvořit „nezávislé důkazy“. Proto v šedesátých letech dvacátého století ve francouzské národní knihovně v Paříži (Bibliothèque nationale de France) uložili soubor podvržených listin, později známých jako Dossiers Secrets d'Henri Lobineau (Tajné spisy Henriho Lobineau).
Ve stejné době Plantard také začal vytvářet rukopis knihy a u de Cheriseye si nechal vyrobit sadu „středověkých pergamenů“, které obsahovaly skryté zmínky o Převorství sionském. Ve společně vymyšleném příběhu pak uváděli, že tyto zdánlivě starobylé pergameny údajně v 19. století objevil kněz Bérenger Saunière uvnitř jednoho z pilířů při opravách svého kostela v Rennes-le-Château.
Plantard pro svůj rukopis nenašel vydavatele a proto oslovil spisovatele Gérarda de Sède, který pro něj na základě jeho rukopisu a podvržených pergamenů napsal knihu, ve které tvrdil, že Saunière objevil vodítko ke skrytému pokladu. Kniha byla vydána pod názvy L'Or de Rennes (Renneské zlato) a Le Tresor Maudit de Rennes-le-Chateau (Prokletý poklad z Rennes-le-Château), obsahovala kopie nalezených dokumentů, aniž by byl přiložen jejich překlad a v roce 1967 se ve Francii stala velmi populárním čtivem.

### Důkaz spiknutí
Z korespondence, která v šedesátých letech probíhala mezi Plantardem, de Cheriseyem a de Sédem vyplývá, že celá trojice byla zcela zaujata výrobou podvodu. Dopisy popisovaly úskoky jak bojovat s kritikou jejich různých tvrzení a jak sestavit nová prohlášení, která by pomohla celou věc udržet při životě. Tyto dopisy, kterých je celkem více než 100, jsou i s původními obálkami ve vlastnictví francouzského badatele Jean-Luca Chaumeila. Ten byl v sedmdesátých letech také zapojen v piklích kolem Převorství sionského a napsal knihy a články o Plantardovi i Převorství, než z něj na konci sedmdesátých let vystoupil a v knihách, které vyšly ve Francii, odhalil Plantardovu minulost.
Jeden z dopisů později nalezených na podprefektuře v St. Julien-en-Genevois také dokazuje, že Plantard byl už v minulosti uznán vinným z podvodu.

### Pelatova aféra
V září 1993 Plantard z vlastní vůle předstoupil před vyšetřujícího soudce Thierry-Jean Pierra, který v té době prošetřoval aktivity multimilionáře Rogera Patrice Pelata. Plantard mu sdělil, že osoba, kterou vyšetřuje byla velmistrem Převorství sionského. Pelat zemřel v roce 1989, kdy byl obviněn z trestné činnosti známé jako „insider trading“, tedy obchodování obeznámených, zneužití postavení k získání obchodních výhod, francouzsky délit d'initié. V témže roce se jeho jméno objevilo na Plantardově seznamu velmistrů, protože Plantard jednak nerozuměl francouzskému právu ani finančnickým výrazům a také si vyložil slovo „initié“ jako „zasvěcený“, takže ho brzy po jeho smrti zapsal jako posledního velmistra.
Tento poslední střet se zákonem však byl pravděpodobně Plantardovou největší chybou. Pelat byl přítelem francouzského prezidenta Françoise Mitterranda a skandál se soustředil také kolem francouzského premiéra Pierra Bérégovoye. Vyšetřující soudce nemohl pominout žádnou informaci vztahující se k případu a i když byl názoru, že to nic hodnotného nepřinese, nařídil prohlídku Plantardova bytu. Při ní bylo nalezeno velké množství padělaných dokumentů, včetně dokladů o tom, že Plantard je skutečným králem Francie. Plantard pod přísahou musel přiznat, že si všechno včetně Pelatova velmistrovství vymyslel. Dostal příkaz ukončit veškeré aktivity související s Převorstvím sionským a dále žil v ústraní až do své smrti 3. února 2000.

## Pokračování příběhu
V roce 1969 si anglický herec a sci-fi scenárista Henry Lincoln přečetl knihu Prokletý poklad z Rennes-le-Château, která ho velmi zaujala a na prvním pergamenu v příloze objevil jednu ze skrytých zpráv. Pergamen obsahuje unciálou psaný upravený latinský text části evangelia podle Lukáše, v němž jsou některá písmena napsána výš než jiná. Tato písmena je možno složit do následujícího textu: „A Dagobert II Roi et a Sion est ce tresor, et il est la mort“. Smysl ve francouzštině je nejasný. Dá se přeložit jako „Dagobertu II. králi a Siónu náleží tento poklad a je to smrt“ nebo „Pro krále Dagoberta II. a pro Sión je tento poklad a je (poklad nebo král) tam mrtev“. Má se za to, že podivný slovosled a nejednoznačnost výkladu má zmást nezasvěceného čtenáře nebo naopak vytvořit zdání důležité kódované zprávy. Text měl pravděpodobně ukazovat na souvislost mezi franským králem a posledním příslušníkem dynastie Merovejců Dagobertem II. zavražděným v 7. století a Siónem, tedy návrším na kterém stál Šalamounův chrám, Jeruzalémem a křesťanskou „zemí zaslíbenou“ obecně.
Lincoln pokračoval ve vlastních výzkumech a rozvíjení konspiračních teorií. V sedmdesátých letech napsal několik knih a přesvědčil tvůrce dokumentárního programu Chronicle (Kronika) britské televizní stanice BBC 2, aby natočili seriál dokumentů, které dosáhly jisté popularity a měly tisíce diváků.

### Svatá krev asvatý grál
Henry Lincoln spojil síly s Michaelem Baigentem a Richardem Leighem a začali bádat společně. Jejich pátrání je dovedlo do francouzské národní knihovny k pseudo-historickým Tajným dokumentům Henriho Lobineaua. Aniž by věděli, že jde o podvrhy, použili je jako hlavní základ knihy Svatá krev a svatý grál, která byla poprvé vydána v roce 1982 v Londýně. V ní jako fakta, uvádějí:
- Převorství sionské má dlouhou historii, která začala v roce 1099 a v jejím čele stáli význační velmistři včetně Isaaca Newtona a Leonarda da Vinci.
- Řád templářů byl vytvořen jako vojenské a finanční krytí samotného Převorství.
- Převorství je vázáno přísahou k návratu Merovejské dynastie, která vládla ve Francké říši v letech 447 – 751 n. l. na trůny Evropy a Jeruzaléma.
- Převorství ochraňuje tyto královské následníky, protože je považuje za přímé potomky Ježíše Krista a jeho údajné manželky Marie z Magdaly, nebo přinejmenším izraelského krále Davida a Mojžíšova bratra Árona.
- Římskokatolická církev se prostřednictvím inkvizice pokoušela odstranit pozůstatky dynastie i její strážce katary a templáře, aby si udržela moc založenou na apoštolském následnictví sv. Petra a nemusela uznat nárok potomků Máří Magdalény.

Autoři dále prohlašují, že hlavními záměry Převorství sionského jsou:
- Založení „Svaté říše evropské“, která se stane příští nejmocnější silou a ukazatelem směru v novém světovém řádu míru a hojnosti.
- Ustanovení oficiální spasitelské víry kultu zjevení svatého grálu založené na ebionitských a desposynských základech.
- Příprava a dosazení božího následníka („Rex Deus“) na trůn Velkého Izraele.

V příběhu je zahrnuto také neslavně proslulé a průkazně podvržené protižidovské pojednání ze začátku dvacátého století známé jako Protokoly sionských mudrců. Autoři poukazují na to, že tento text ve skutečnosti popisuje snahy Převorství sionského a za nejpřesvědčivější důkazy jeho existence a činnosti považují tyto skutečnosti:
- Původní verze Protokolů nastiňuje existenci zvláštní zednářské organizace, která používá jméno „Sion“, ale nemá nic společného s židovským spiknutím.
- Původní verze nebyla určena k vyburcování veřejnosti, ale obsahovala plán převzetí kontroly nad svobodným zednářstvím.
- Změny textu kolem roku 1903 provedl Sergej Nilus, který svou verzi uveřejnil, když se pokoušel získat vliv na dvoře ruského cara Mikuláše II., kde v té době byly přítomny různé esoterické zájmové skupiny, což vedlo k velkým intrikám. V textu však nerozpoznal množství odkazů, které vycházejí z křesťanského kulturního kontextu a proto je neměnil. To ukazuje na to, že původní verze nemohla mít původ v prvním sionistickém kongresu, který proběhl v roce 1897.

Někteří křesťanští eschatologové, kteří tato tvrzení přijali jako pravdivá, viděli v Převorství sionském vyplnění proroctví obsažených ve Zjeveni svatého Jana a další důkaz domnělého protikřesťanského spiknutí obrovských rozměrů.
Kniha Svatá krev a svatý grál nebyla přijata jako vědecká a pokládá se spíše za příspěvek k řadě jiných konspiračních teorií. Další francouzští spisovatelé, jako Franck Marie (1978), Jean-Luc Chaumeil (1979, 1984, 1992) a Pierre Jarnac (1985, 1988) se zabývali stejnými tématy, ale nepřikládali Převorství sionskému a tvrzením Pierra Plantarda takovou důležitost. Připouštěli podvod, podrobně rozebírali důkazy pro takové hodnocení a poukazovali na to, že autoři Svaté krve provedli jen povrchní výzkum.
Po vydání knihy Šifra mistra Leonarda, obvinili Baigent, Lincoln a Leigh jejího autora Dana Browna z plagiátorství. V soudním sporu, který byl uzavřen 7. dubna 2006 sice neuspěli, ale přinesl jim novou popularitu a jejich dílo se dostalo do čtyřicítky nejprodávanějších knih ve Velké Británii.

### Šifra mistra Leonarda
Nový vzestup zájmu o Převorství sionské nastal po roce 2003, kdy ho americký spisovatel Dan Brown použil ve své úspěšné knize Šifra mistra Leonarda (The Da Vinci Code, česky také Da Vinciho kód). Do ní převzal tvrzení o tajném spolku založeném roku 1099, mezi jehož velmistry patřili např. Isaac Newton, Sandro Botticelli, Victor Hugo a také Leonardo da Vinci. Tyto údaje uvádí jako historická fakta ve zcela fiktivnim příběhu.

### Sionské odhalení
Další údajná spiknutí lze najít v knize Sionské odhalení: Pravda o strážcích Kristovy posvátné pokrevní linie (The Sion Revelation: The Truth About the Guardians of Christ's Sacred Bloodline), která vyšla v roce 2006. Jejími autory jsou Lynn Picknett a Clive Prince, jejichž starší kniha Templářské odhalení (The Templar Revelation) z roku 1997 byla hlavním zdrojem Brownových tvrzení o skrytých zprávách v díle Leonarda da Vinci. Autoři akceptují důkazy o tom, že Převorství sionské bylo založeno Plantardem, takže jeho historie předcházející roku 1956 je podvržená, ale trvají na tom, že ve skutečnosti se jedná o součást spletitého dvojitého podvodu, který má poškodit příběh „božské pokrevní linie“ a tajných organizací, které ji chrání. Uvádějí, že spiklenci se pokoušejí vytvořit Spojené státy evropské.

## Et in Arcadia ego…

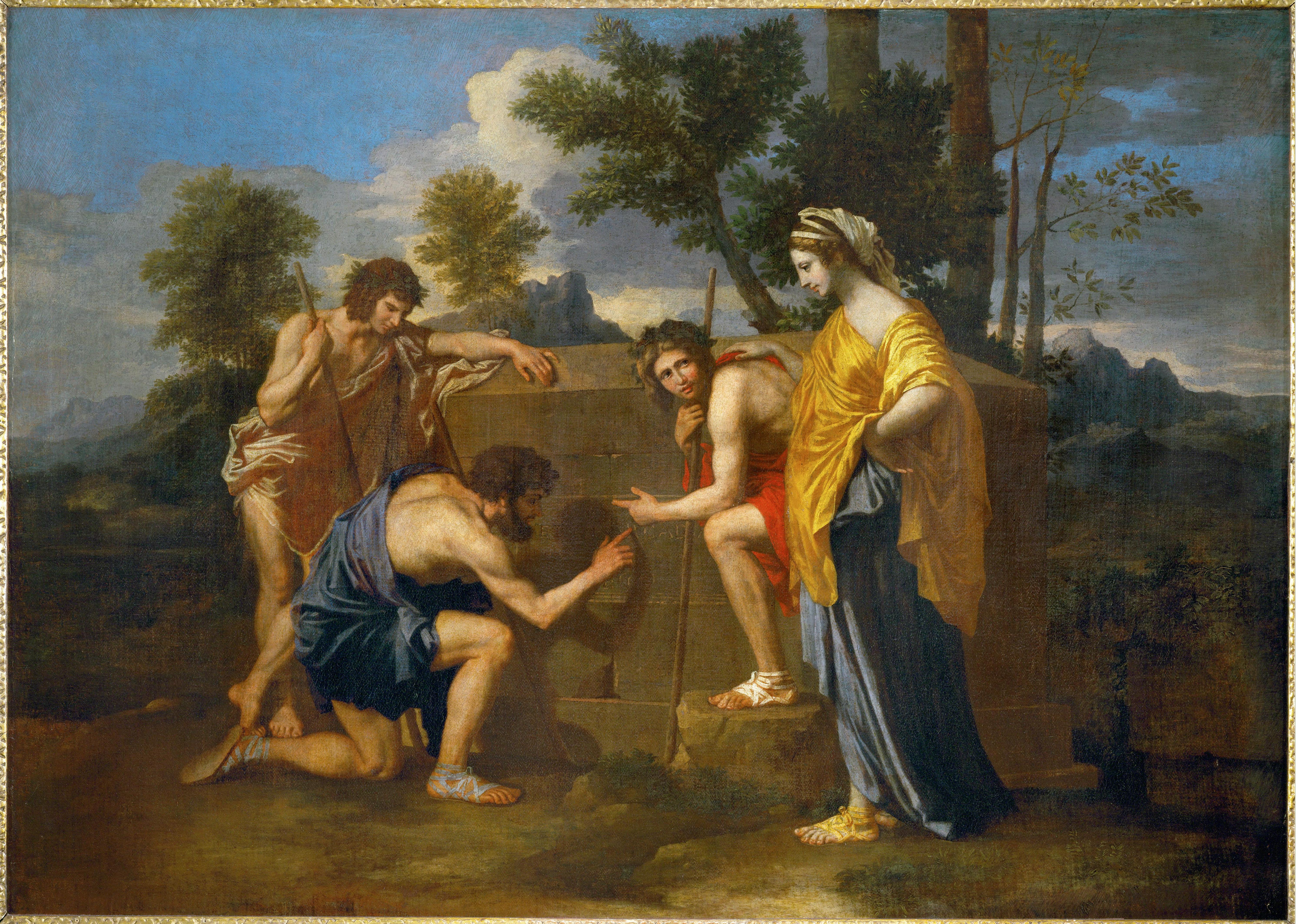
Obraz Nicolase Poussina Pastýři z Arkádie

„Et in Arcadia ego…“ je podle prohlášení, které se poprvé objevilo v roce 1964, oficiální motto Plantardovy rodiny i Převorství sionského. Jedná se o latinskou frázi, která je známá hlavně jako nápis na hrobce z klasicistního obrazu francouzského malíře Nicolase Poussina Pastýři z Arkádie přibližně z roku 1640. Doslovně znamená „I v Arkádii (jsem) já“, přičemž je míněna smrt, která je přítomna i v krajině blaženosti Arkádii (memento mori). Je také možné, že se jedná o skrytou zprávu, anagram pro „I Tego Arcana Dei“, což znamená „Odejdi, skrývám tajemství boží“.
Přidání výpustky (tří teček), která na Poussinově malbě není, ukazuje na chybějící slovo sum (jsem). Richard Andrews a Paul Schellenberger v knize Boží hrob (The Tomb of God, 1996) vyvozují, že doplněná fráze „Et in Arcadia ego sum“ by mohla být opět anagram pro „Arcam Dei Tango Iesu“ ve významu „Dotýkám se hrobu Boha Ježíše“. Jejich tvrzení je však samozřejmě závislé na tom, že fráze je skutečně neúplná, je doplněno správné slovo, doplněná věta je skutečně anagram a z mnoha možností byl zvolen právě ten správný.
Dále učinili závěr, že hrobka obsahuje pozůstatky skutečného Ježíše a navíc se jedná o jednu z Les Pontils nedaleko Rennes le Chateau. Ve skutečnosti však nápis není Poussinovým dílem a byl použit na dřívější Guercinově malbě, kterou Poussin jen napodobil. Na první verzi obrazu je také zcela odlišná hrobka než na v současné době známém plátně, které je vystaveno v Louvre.
Teorie o tom, že Poussin namaloval hrobku Les Pontils byla několikrát vyvrácena v roce 1996 v historických dokumentech televize BBC 2 nazvaných Historie záhady (The History of a Mystery). Jiné výzkumy zveřejněné Franckem Mariem v roce 1974 a Michelem Valletem v roce 1985 prokázaly, že hrobka byla postavena v roce 1903 majitelem pozemku Jeanem Galibertem, který v ní pohřbil svou ženu a babičku. Kamenný náhrobek byl vyroben ve třicátých letech 20. století a opět rozebrán v roce 1988 jeho dalším majitelem s povolením místních úřadů, protože okolní pozemek byl opakovaně nedovoleně navštěvován a poškozován „průzkumníky“ záhad Převorství a hledači pokladů.

## Kulturní vlivy
Převorství sionské zanechalo stopy i v populární kultuře:
- Převorství sionské bylo vzorem pro Grálový řád v komiksu Preacher (Kazatel) a částečně i pro tajný spolek Millennium ve stejnojmenném televizním seriálu s tematikou konce tisíciletí.
- Objevuje se také ve třetí části populární počítačové hry Jane Jensenové Gabriel Knight s podtitulem „Krev svatých, krev zatracených“.
- Název hudební skupiny Priory of Brion založené Robertem Plantem ze skupiny Led Zeppelin v roce 1999 je složenina z anglického názvu Převorství „Priory of Sion“ a názvu Monty Pythonovského filmu „Život Briana (Life of Brian)“.

## Údajní velmistři Převorství sionského
V čele Převorství sionského údajně stál velmistr nebo Nautonnier (starofrancouzský výraz pro mořeplavce, navigátora). Následující seznam velmistrů je odvozený z Tajných spisů Henriho Lobineaua vytvořených Pierrem Plantardem pod pseudonymem „Philippe Toscan du Plantier“ v roce 1967. Mimo samotného Plantarda byli vybráni jen nežijící lidé.
1. Jean de Gisors (1188–1220)
2. Marie de Saint-Clair (1220–1266)
3. Guillaume de Gisors (1266–1307)
4. Edouard de Bar (1307–1336)
5. Jeanne de Bar (1336–1351)
6. Jean de Saint-Clair (1351–1366)
7. Blanche d'Evreux (1366–1398)
8. Nicolas Flamel (1398–1418)
9. Rene d'Anjou (1418–1480)
10. Yolanda of Bar (1480–1483)

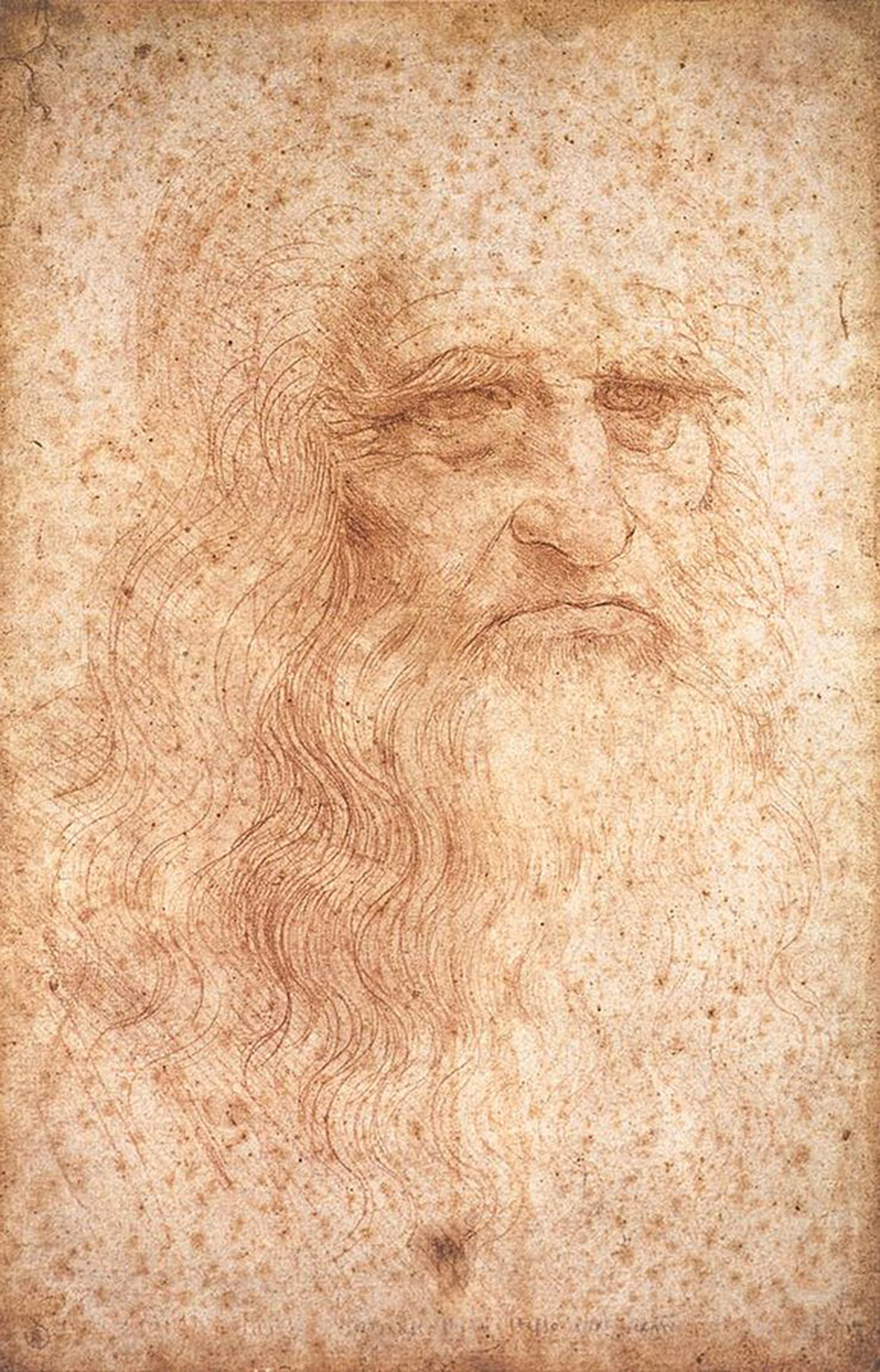
Leonardo da Vinci, údajný dvanáctý velmistr Převorství sionského.

11. Sandro Filipepi (Botticelli) (1483–1510)
12. Leonardo da Vinci (1510–1519)
13. Karel III., vévoda de Bourbon (1519–1527)
14. Ferdinando Gonzaga (1527–1575)
15. Louis de Nevers (1575–1595)
16. Robert Fludd (1595–1637)
17. Johann Valentin Andrea (1637–1654)
18. Robert Boyle (1654–1691)
19. Isaac Newton (1691–1727)
20. Charles Radclyffe (1727–1746)
21. Princ Karel Alexandr z Lorraine (1746–1780)
22. Maxmilián František, arcivévoda Rakouský (1780–1801)
23. Charles Nodier (1801–1844)
24. Victor Hugo (1844–1885)
25. Claude Debussy (1885–1918)
26. Jean Cocteau (1918–1963)
27. Francois Ducaud-Bourget (1963–1981)
28. Pierre Plantard (1981–1984)

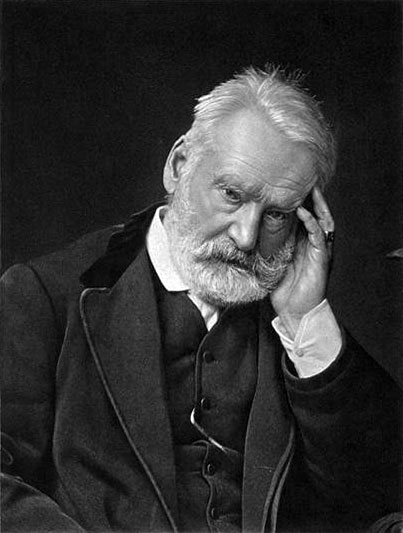
Victor Hugo, údajný dvacátý čtvrtý velmistr Převorství sionského.

Když francouzští vědci a později spisovatelé Tajné spisy odhalili jako podvržené, Plantard se k tomu nevyjadřoval, ale později, když byl vyšetřován pro padělání důkazů, musel připustit, že tento seznam byl falešný. V roce 1989 se opět pokusil o obnovu Převorství sionského, zveřejnil další seznam velmistrů a k prvnímu se už nehlásil. Tento seznam obsahuje jméno zesnulého přítele francouzského prezidenta Mitterranda Rogera Patrice Pelata a také jméno Plantardova syna Thomase, který o tom nevěděl. Druhý seznam velmistrů se objevil v září 1989 na straně 22 časopisu Vaincre.
1. Jean-Tim Negri d'Albes (1681)
2. François d'Hautpoul (1703)
3. André Hercule de Rosset (1726)
4. Princ Karel Alexandr z Lorraine (1766)
5. Maxmilián František, arcivévoda Rakouský (1780)
6. Charles Nodier (1801)
7. Victor Hugo (1844)
8. Claude Debussy (1885)
9. Jean Cocteau (1918)
10. François Balphangon (1963)
11. John Drick (1969)
12. Pierre Plantard de Saint-Clair (1981)
13. Philippe de Cherisey (1984)
14. Patrice Pelat (1985)
15. Pierre Plantard de Saint-Clair (1989)
16. Thomas Plantard de Saint-Clair (1989)